# Max Svensson
Max Hjalmar Svensson, född 30 december 1919 i Skatelövs församling, Kronobergs län, död 8 augusti 2006 i Stenbrohults församling, Kronobergs län, var möbelsnickare och folkmusiker. Han utnämndes 1965 till riksspelman. Han är far till musikern Anders Svensson. Varje år delas ett stipendium ut i Max Svenssons namn till begåvade spelmän.
I Max föräldrahem fanns ett psalmodikon och Max var inte mer än några år gammal när han satt på golvet och försökte spela på instrumentet. Båda hans föräldrar var musikaliska och det blev också Max och hans fem syskon.
Som vuxen tillverkade Max flera fioler, nyckelharpor och lutor. De första tillsammans med sin far och sin broder, de senare i källaren till sitt och familjens hus i Diö.